# Wojciech Czerlonko
Wojciech Mateusz Czerlonko (Danzica, 16 novembre 1995) è un cestista polacco.
È il figlio dell'ex cestista Małgorzata Wołujewicz.